# Флаг Бабушкинского района (Москва)
Флаг внутригородского муниципального образования Ба́бушкинское в Северо-Восточном административном округе города Москвы Российской Федерации.
Флаг утверждён 9 марта 2004 года и внесён в Геральдический реестр города Москвы с присвоением регистрационного номера ?.

## Описание
«Флаг муниципального образования Бабушкинское представляет собой двустороннее, прямоугольное полотнище с соотношением сторон 2:3.
В центре голубого полотнища помещены изображения расходящихся от центра жёлтых ветвей: обращённой к древку дубовой и лавровой. Габаритные размеры изображения составляют 59/60 длины и 1/10 ширины полотнища.
В верхней части полотнища помещено изображение белого, полуобращённого к древку, самолёта-амфибии серии Ш-2. Габаритные размеры изображения составляют 11/24 длины и 3/10 ширины полотнища. Центр изображения равноудалён от боковых краёв полотнища и находится на расстоянии 1/5 ширины полотнища от его верхнего края.
В нижней части полотнища помещено прилегающее к нижнему краю полотнища изображение красно-зелёного пограничного столба, разделённого стропильно шесть раз, поверх которого белый молоток, обращённый вниз и к древку, перекрещённый с белым мечом остриём вверх. Габаритные размеры изображения составляют 1/3 длины и 1/2 ширины полотнища. Центр изображения равноудалён от боковых краёв полотнища и находится на расстоянии 1/4 ширины полотнища от его нижнего края».

## Обоснование символики
Белый самолёт-амфибия серии Ш-2 символизирует заслуги знаменитого полярного лётчика М. С. Бабушкина, в честь которого получило своё название муниципальное образование.
Пограничный столб символизирует Московский военный институт пограничных войск.
Меч символизирует воинские части, военные научные учреждения и учебные заведения, в числе которых знаменитое Московское суворовское училище.
Молоток символизирует расположение на территории муниципального образования ряда крупных промышленных предприятий.
Дубовая и лавровая ветви символизируют воинскую и трудовую доблесть.